# BSV Solingen 98
Der BSV Solingen 98 (offiziell: Ballsportverein Solingen 1898 e. V.), zeitweise auch als BV Solingen 98 abgekürzt, war ein Sportverein aus Solingen. Die sportlich erfolgreichste Abteilung des BSV waren die Handballer, die im Jahre 1965 Deutscher Meister im Feldhandball wurden. Die Fußballer erreichten zweimal die Endrunde um die westdeutsche Meisterschaft.

## Geschichte
Der Verein wurde im Jahre 1898 durch einen Lehrer namens Rumscheid gegründet. Rumscheid war auch Mitbegründer des Lokalrivalen FC Solingen 95 und wollte mit der Gründung des BSV die Fußballbewegung in Solingen voranbringen. Am 24. April 1970 fusionierte der BSV 98 mit dem SFC 95 zum Solinger SC 95/98. Seit 2012 bilden die Fußballer des SC 95/98 und des Sport-Ring Solingen Höhscheid-Widdert eine Spielgemeinschaft, den Sport-Ring Solingen 1880/95.

### Handball

#### Feldhandball
Ab Mitte der dreißiger Jahre gehörte der damals noch üblicherweise als BV Solingen abgekürzte Verein zum Establishment im Feldhandball am Niederrhein. 1935 stieg die Mannschaft in die Handball-Gauliga Niederrhein als damals höchster Spielklasse auf und wurde auf Anhieb Zweiter. Bis zum Rückzug der bergischen Vereine aus der Gauklasse im Jahr 1941 folgten drei weitere Vizetitel am Niederrhein (1937, 1940 und 1941). Ab 1939 hatte der Verein eine Spielgemeinschaft mit dem späteren Fusionspartner Solinger FC 95 gebildet, die zum Kriegsende gelöst wurde.
Ihre größten Erfolge feierten die Klingenstädter mit dem zweimaligen Einzug in das Endspiel um die deutsche Meisterschaft. Im Endspiel 1963 wurde die zu dieser Zeit als Oheios bekannte Mannschaft nach einer 6:9-Niederlage im Finale gegen den VfL Wolfsburg Deutscher Vizemeister. Zwei Jahre später wurden die Solinger vor der Rekordkulisse von 35.000 Zuschauern im Wuppertaler Stadion am Zoo am 24. Oktober 1965 durch ein 15:14 nach Verlängerung gegen den TSV Grün-Weiß Dankersen Deutscher Meister.
Nach dem Zweiten Weltkrieg gehörte der BSV 1947 zu den zehn Gründungsmitgliedern der Oberliga Niederrhein als neuer höchster Spielklasse, stieg jedoch gleich im ersten Jahr ab. Nach dem Wiederaufstieg 1950 verblieben die Solinger bis 1966 durchgehend in der Oberliga und qualifizierten sich dabei von 1956 bis 1966 elf Mal in Folge für die westdeutsche Meisterschaft, davon 1956 und 1966 als Niederrheinmeister. Die Westdeutsche konnten die Rot-Weißen dabei zwei Mal (1962 und 1965) gewinnen, zwei weitere Male (1958 und 1963) scheiterten sie im Finale. Durch den Halbfinaleinzug bei der westdeutschen Meisterschaft 1966 gelang den Solingern die Qualifikation für die neu errichtete Bundesliga, aus der sie 1968 nach zwei Spielzeiten abstiegen. 1971 folgte der Abstieg aus der zwischenzeitlich (1970) eingeführten Regionalliga in die nur noch drittklassige Oberliga. Nach mehreren vorderen Platzierungen zog sich der inzwischen durch Fusion entstandene Solinger SC 95/98 nach der Spielzeit 1974 aus der Feldhandball-Oberliga Niederrhein zurück.

#### Hallenhandball
Im Hallenhandball machte der BSV erstmals durch die Teilnahme am Endrundenturnier um die deutsche Handballmeisterschaft 1956 überregional auf sich aufmerksam. Im kleinen Finale sicherten sich die Solinger in einem dramatisch verlaufenden Spiel in der zweiten Verlängerung nach einem 9:8-Sieg über den Vorjahresmeister Frisch Auf Göppingen den dritten Platz. Insgesamt wurde der BSV acht Mal Niederrheinmeister in der Halle.
1967 sicherten sich die Solinger als Niederrheinmeister auch die westdeutsche Meisterschaft und stiegen zur Saison 1967/68 in die Handball-Bundesliga auf. Mit nur einem Punkt Rückstand auf den RSV Mülheim folgte 1969 der Abstieg in die Regionalliga West. Zwei Jahre später stieg der neu fusionierte SSC 95/98 aus der Regionalliga in die Oberliga Niederrhein ab, aus der er gleich im nächsten Jahr ebenfalls abstieg. Dies war das letzte Auftreten des Vereins in den höheren Spielklassen.

### Fußball
Die Fußballer des BSV spielten ab 1906 erstklassig und qualifizierten sich 1907 erstmals für die westdeutsche Meisterschaft. Dabei profitierten die Solinger von der Disqualifikation des Hildener FC 03. Im westdeutschen Viertelfinale scheiterte der BV mit 3:4 am Casseler FV. Ein Jahr später qualifizierte sich die Mannschaft als Bergischer Meister für die westdeutsche Endrunde und scheiterte erneut in der ersten Runde mit 1:8 am Casseler FV. Der größte sportliche Erfolg folgte 1910, als die Mannschaft im westdeutschen Viertelfinale den BV Gelsenkirchen mit 6:2 schlug und im Halbfinale mit 2:4 am Duisburger SpV scheiterte.
Nach dem Ersten Weltkrieg rutschte der Verein in die Zweitklassigkeit hinab. Lediglich 1932 ergab sich die Chance zum Wiederaufstieg, die jedoch nicht genutzt wurde. Nach dem Zweiten Weltkrieg war der BV nur noch auf Kreisebene aktiv. Mit Ludwig Leinberger brachte der Verein einen 24-maligen deutschen Nationalspieler hervor, der darüber hinaus mit der SpVgg Fürth zweimal deutscher Meister wurde.